# Quipá
Uma quipá é o chapéu, boina, touca ou outra peça de vestuário utilizada pelos judeus tanto como símbolo da religião como símbolo de temor a Deus.
Também chamada de Yarmulke (palavra Yiddish referente ao termo aramaico "yarei malka" [lit. temor ao Rei]) ou Koppel (palavra Yiddish para pequena cúpula). Durante a época do Holocausto e poucas décadas antes, a quipá foi bastante substituída por Kashkettels (chapéus semelhantes aos kapis militares).

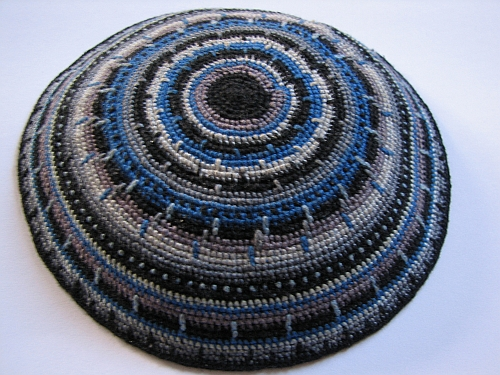
Quipá de crochet.

## Justificação haláquica
O Talmude enfatiza a necessidade de se ter sempre o temor a Deus sobre a cabeça. Na sua maioria, os judeus utilizam a quipá apenas em ocasiões solenes e de devoção, enquanto alguns utilizam-no o dia inteiro, ilustrando a necessidade de se temer a Deus em todos os momentos da vida. Seu uso é usualmente associado ao reconhecimento da superioridade divina sobre o ser humano, sendo símbolo de humildade perante o Criador e de submissão à sua vontade.
Nos ramos ortodoxos somente os homens usam chapéus como o solidéu, ainda que nos tempos modernos ramificações não-ortodoxas do judaísmo permitam que as mulheres também o utilizem. As mulheres geralmente usam véus, e alguns ramos hassídicos requerem que rapem a cabeça e usem perucas.
O uso de coberturas para a cabeça não era visto como obrigação religiosa (haláquica) até o século XVI.
Tradicionalmente, no mundo ocidental os homens usavam chapéus como quipá. No entanto, no final do século XVIII popularizou-se entre judeus asquenazis a kippah similar ao zucchetto dos clérigos católicos. A kippah já era utilizado por algumas comunidades judias da época do exílio.

## Outras formas de coberturas
É antigo o uso de xales (Talit) nos serviços, para cobrir a cabeça em determinados momentos litúrgicos. Há vários estilos de chapéus masculinos para o uso religioso, embora no século XX o uso do solidéu se tenha tornado popular como quipá.